# MNK Dola Stankovci
Malonogometni klub "Dola" Stankovci (MNK "Dola"; Dola Stankovci; Dola) je malonogometni iz Stankovaca, Zadarska županija, Republika Hrvatska.      

## Povijest
Klub je osnovan 2011. godine. 
Ligaški se natjecao u Međužupanijskoj ligi "Marin Kapela", te potom u "Benkovačkoj malonogometnoj ligi". Klub s lokalnim nogometnim klubom "Croatia" organizira ljetni malonogometni turnir. 
Uz ligaške nastupe, "Dola" sudjeluje i na raznim malonogometnim turnirima.

## Uspjesi
- Drugo mjesto na turniru u Dragama 2017.
- Drugo mjesto na turniru u Biloj Vlaci 2018.

## Unutarnje poveznice
- Stankovci

## Vanjske poveznice
- MNK Dola Stankovci, facebook stranica
- localgymsandfitness.com, MNK Dola Stankovci
- Benkovačka malonogometna liga, facebook stranica
- ezadar.net.hr, Benkovačka malonogometna liga
- zadarskilist.hr, benkovacka malonogometna liga